# アデレード・オーバル
アデレード・オーバル（Adelaide Oval）はオーストラリア・南オーストラリア州のアデレードのあるクリケット場。1871年に南オーストラリア州クリケット協会（SACA）により創設。
またオーストラリアン・フットボール・リーグのポート・アデレードのホームグラウンドでもあり、夏場にはオーストラリア代表のテストマッチやクリケットの試合が行われる。2007年から2010年までIRBセブンズワールドシリーズオーストラリア大会の会場としても使用されていた。また2003年にはW杯の会場としても使用されていた。
2015年にはデイ/ナイト・クリケットとして初となるテストマッチ（対ニュージーランド戦）が開催された。

## 歴史

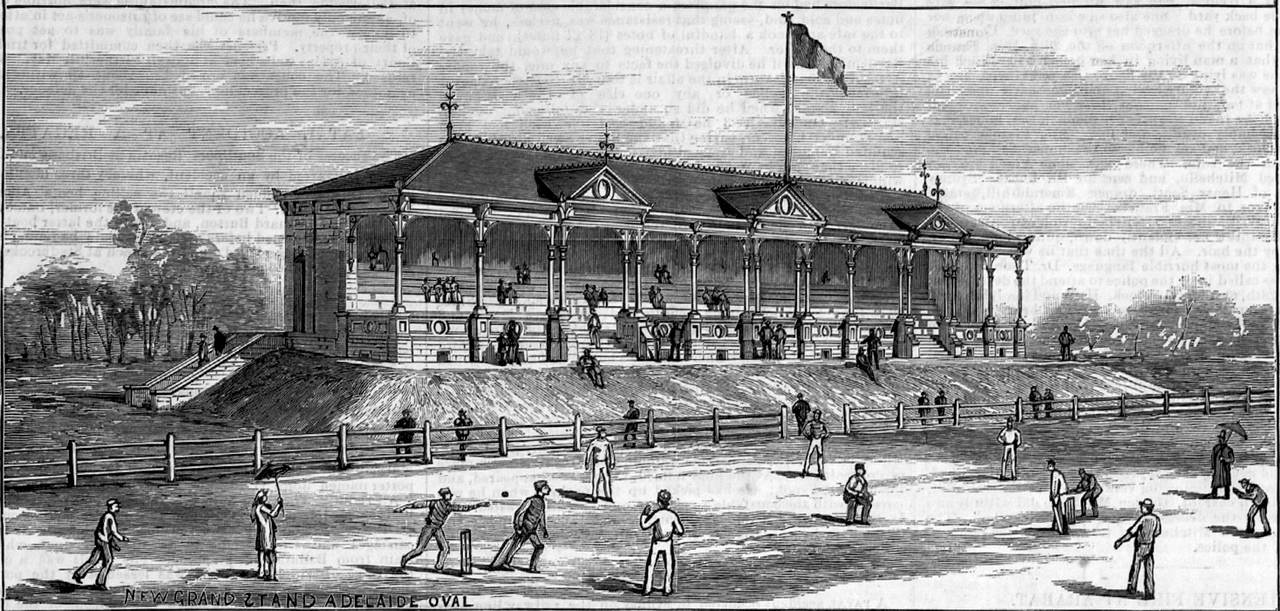
特別観覧席と対イングランド戦 (1883年)

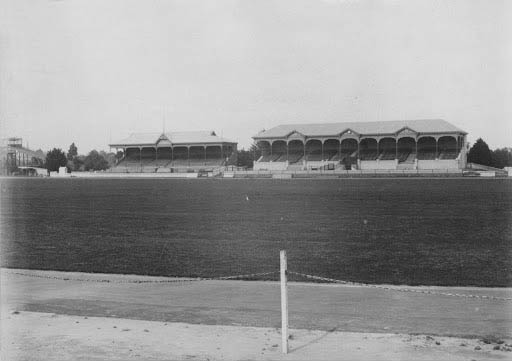
1889年の特別観覧席

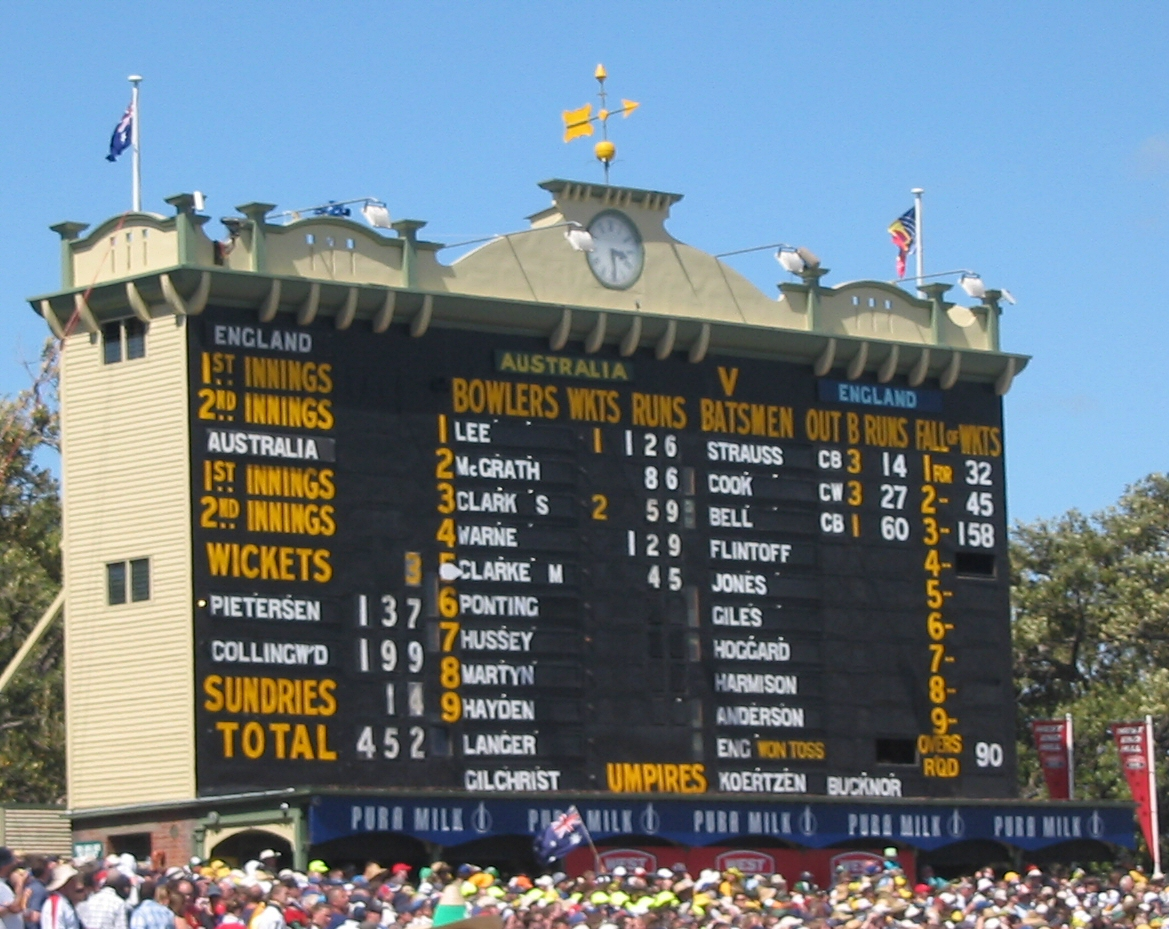
ケネス・ミルン設計のアデレード・オーヴァルの得点掲示板

1871年、南オーストラリアクリケット協会(South Australian Cricket Association)の発足後に競技場が建設された事からこのクリケット場の歴史が始まる。
1888年の間にスウィッチバックレイルウェイが建設され、それは現在のトレンズ川川岸にあるアデレード・オーヴァルに隣接していた。
1900年に杭垣がアデレード・オーヴァルの競技場の周りに設置され、1911年に現在のアデレード・オーヴァルの得点掲示板が建築家のケネス・ミルン(Kenneth Milne)によって設計され運用されるようになった。

## クリケット

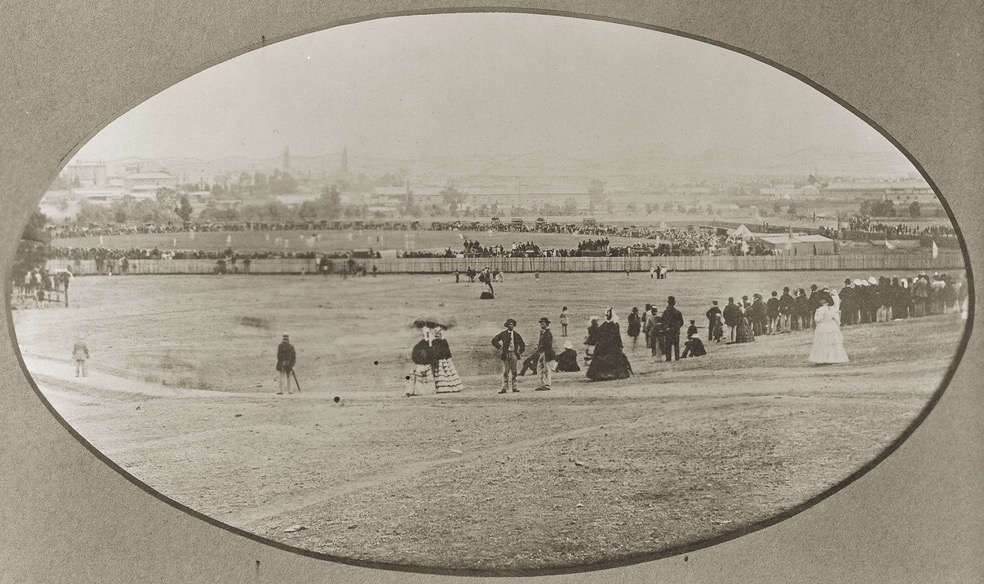
1874年に開催された世界初の国際クリケット試合 (イングランド対南オーストラリア戦)

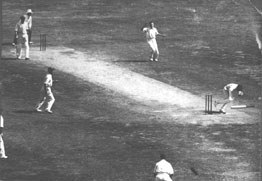
1932年–33年に行われたクリケット試合

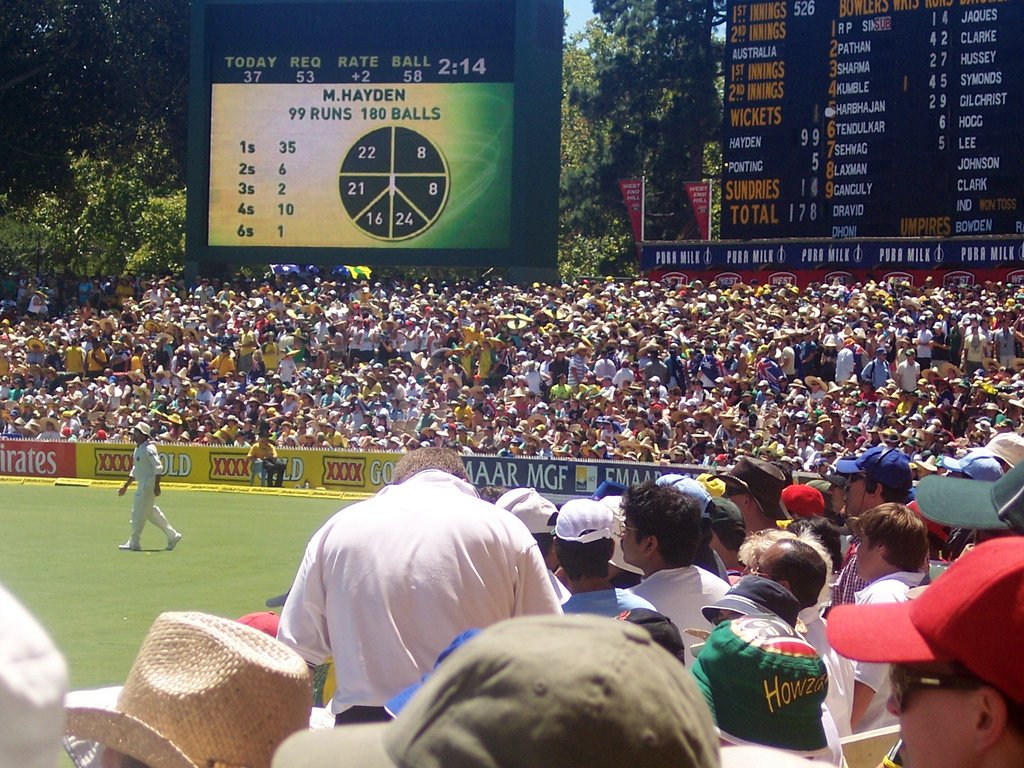
2008年-09年に行われたオーストラリア対インド戦

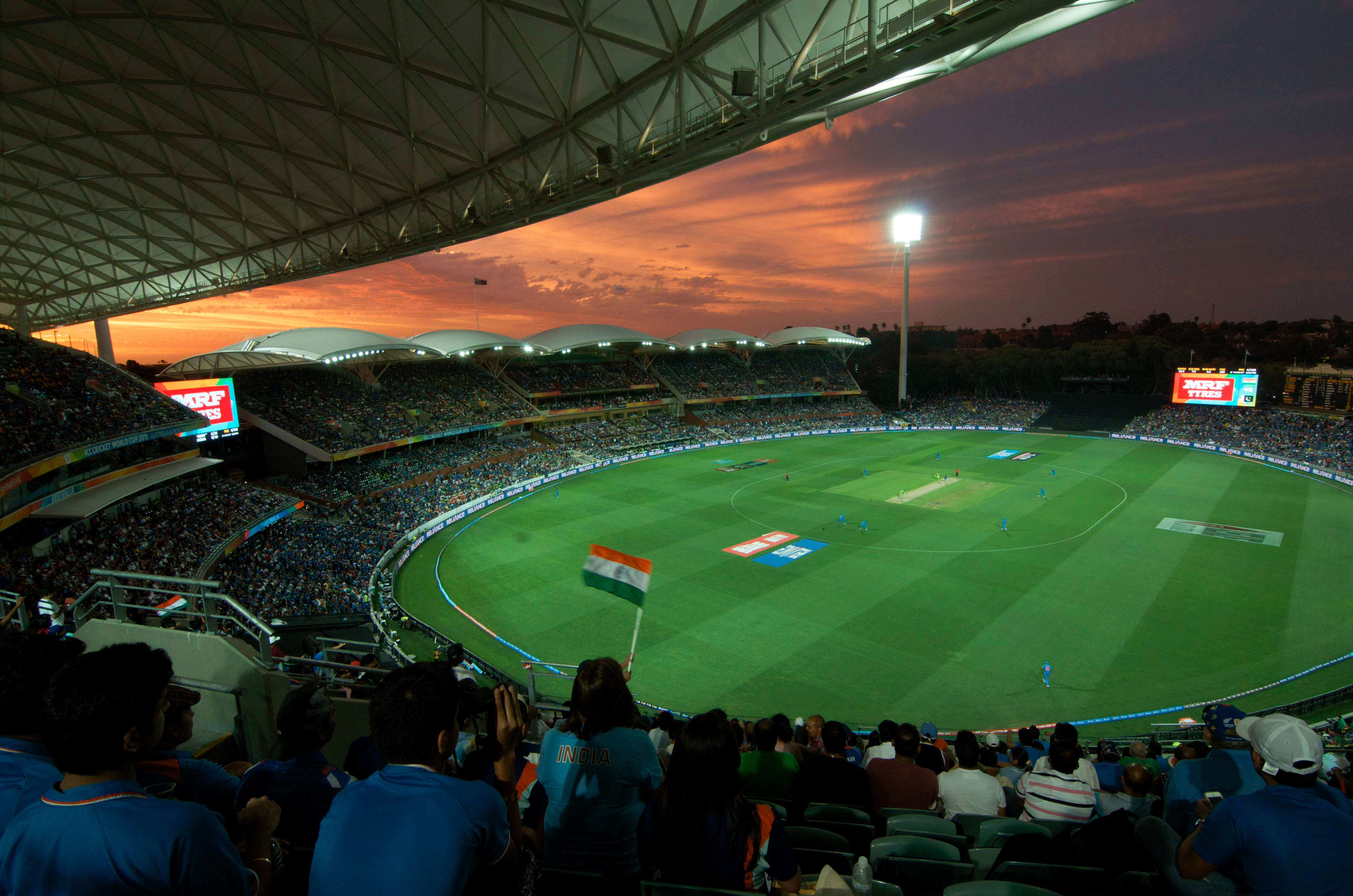
2015 クリケット・ワールドカップの昼夜戦

アデレード・オーヴァルでは、クリケットの他にもフットボールやサッカー、サイクリング、ラグビー、野球、アメリカンフットボール、テニス、フィールドホッケー、ハイランドゲームズ、ラクロス、輪投げ、モーターサイクルレースといった競技が行われる。

## スポーツ以外での使用

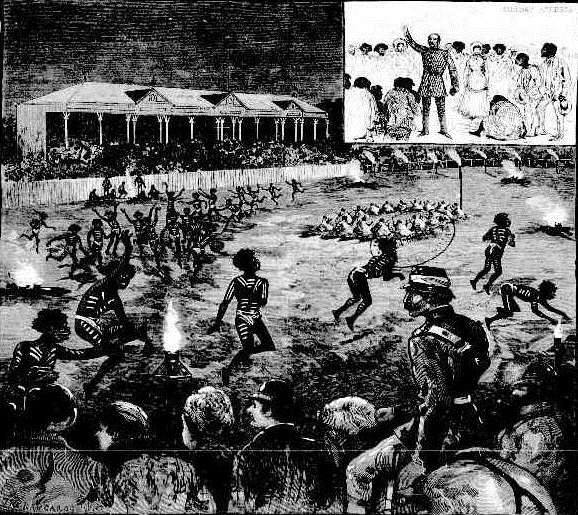
1885年に開催されたコロボリー

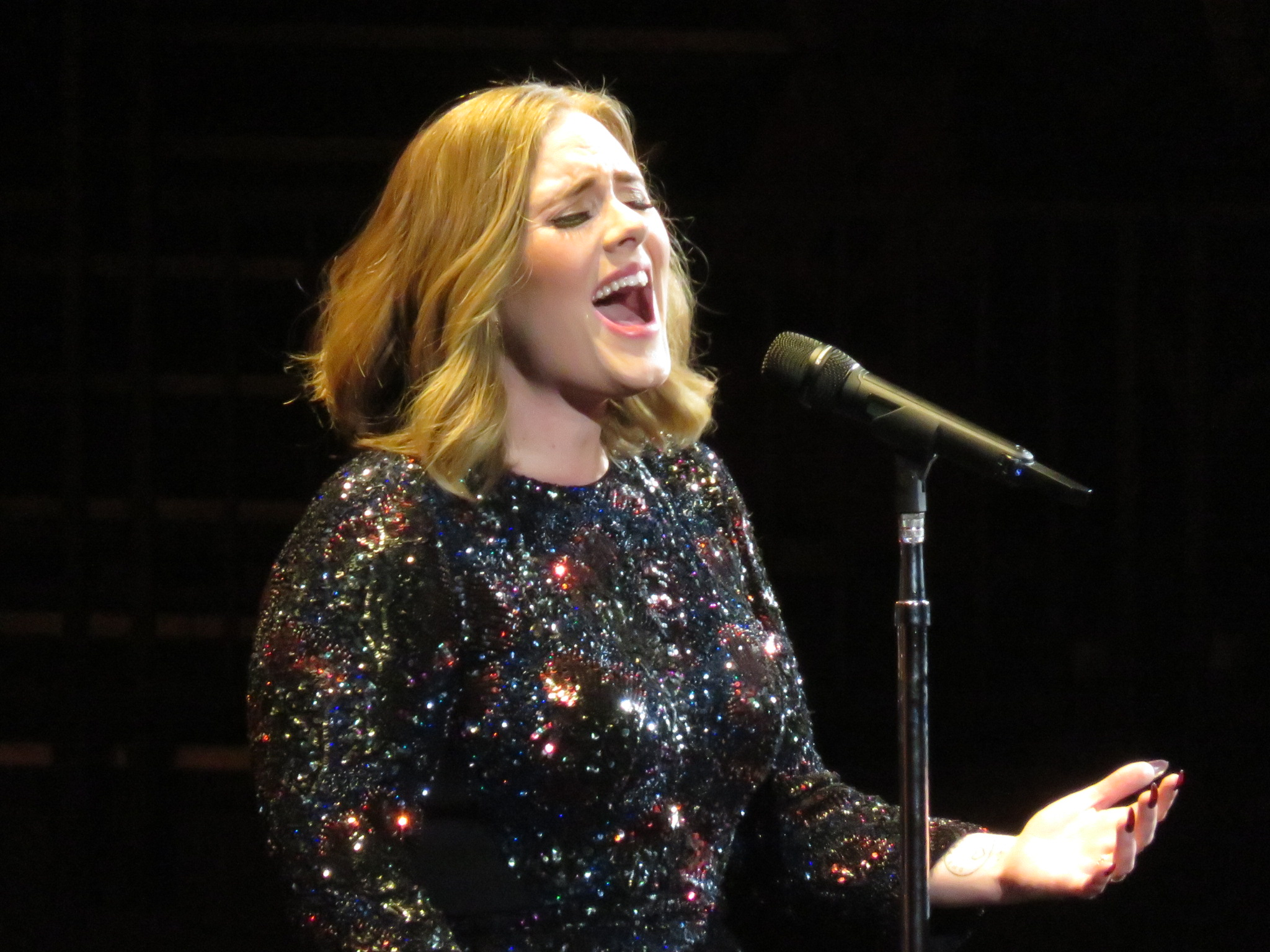
2017年のアデルライヴ

1885年に競技場でアボリジニによるコロボリーが開かれ、一晩に20000人の観客を魅了した。
1996年11月26日にヒストリー・ワールド・ツアーで訪豪したマイケル・ジャクソンがコンサートを開催し、30000もの入場者が訪れた。
2017年には、イギリスの歌手であるアデルがアデルライヴを開催し70000人の観客がアデレード・オーヴァルを訪れた。